# 广州大学附属中学
广州大学附属中学（英語：High School Affiliated of Guangzhou University），简称广大附中或广附，是一所位于广东省广州市、隶属于广州大学的公办全日制完全中学，前身是1948年5月成立于哈尔滨的东北民主联军南岗干部子弟学校。该校是“国家示范性高中”、全国特色教育示范学校、广东省首批省一级学校、市直属重点中学、首批广东省普通高中新课程新教材实施示范校。

## 历史

### 八一时期
广州大学附属中学源于1948年5月在东北民主联军总部（最初建校于今哈尔滨吉林街54号，后迁至颐园街一号）成立的“东北民主联军南岗干部子弟学校”，学校设有幼儿园和小学部，共有工作人员20多名，由罗荣桓元帅的夫人林月琴同志任校长。
1949年2月6日，学校在平津战役后带领学生乘火车进关，迁至天津。考虑到许多学生被家长趁部队休整接回驻地，留校学生都住在南京路20号倪家公馆。三月初，学生陆续返校上课。倪家公馆作幼儿园，小学部则设在湖北路85号（原天津市民政局大楼）。四月初，第四野战军驻天津办事处任命余慎为校长，林月琴改任名誉校长并留在北京。同时，学校改名为“第四野战军干部子弟学校”。学生数量也逐渐增多，达289名。李敏此时在校就读三年级。九月初，学校随大军渡江南下而迁至汉口上滑坡，年底由王长德同志任校长。
1950年4月正式命名为“中南军区兼第四野战军干部子弟学校”，在汉口、庐山两地办学。同年12月，学校随军迁至广东，更名为“中国人民解放军第十五兵团干部子弟学校”，校址在广州东山达道路和韶关十里亭。
1951年3月，学校更名为“广东军区干部子弟学校”，迁至东山百子路。
1952年，学校迁至沙河鸡颈坑，更名为“华南军区干部子弟学校”。
1953年8月，学校迁至石牌玉泉山，更名为“中南军区第二小学”，后两次更名为“广州六一小学”（在越秀区黄华路增设校区）和“广州八一小学”（关停玉泉山校区）。
1958年8月，学校升级为中学并定名为“广州八一中学”。
1964年8月，学校由部队移交地方政府，归属广州市教育局管理。

### 五十三中时期
1968年8月更名为“广州市第五十三中学”。

### 广师附中时期
1981年8月，学校更名为“广州师院附属中学”，并于1994年成为广东省首批省一级学校。

### 广大附中时期
2000年9月，因广州师范学院与广州大学合并，“广州师院附属中学”改名为“广州大学附属中学”。
2010年5月，广州大学附属中学大学城校区落成。

## 校区

### 广大附中教育集团
2018年5月18日，广大附中教育集团成立。广大附中教育集团是广州市教育局认定的市属基础教育集团，核心校为广州大学附属中学黄华路校区（初中部）、大学城校区（完全中学）两个校区，包含十余所成员学校。
广大附中教育集团于2022年被评为广东省优质教育集团。